# 門前貢
門前 貢（もんぜん みつぐ、1918年5月29日- 2000年11月12日 ）は、日本の経営者。

## 来歴・人物
鹿児島県出身。1940年に麻布獣医専門学校を卒業し、同年に森永乳業に入社。1968年に取締役に就任し、1972年に常務、1976年6月に専務を経て、1979年6月に社長に就任した。1985年6月に会長に就任し、1989年6月から取締役相談役を務めた。
2000年11月12日、急性心筋梗塞のために死去。82歳没。